# Соболєв Сергій Львович
Сергій Львович Соболєв (*23 вересня (6 жовтня) 1908 — †3 січня 1989) — радянський математик, один з найвідоміших математиків XX століття. Створив підґрунтя низки нових напрямів сучасної математики.

## Біографія
Сергій Львович Соболєв народився 23 вересня (6 жовтня за новим стилем) 1908 року в Петербурзі в сім'ї юриста Льва Олександровича Соболєва. Сергій рано залишився без батька, і його вихованням зайнялась мати — Наталія Георгіївна, високоосвічена жінка, вчителька і лікар. Вона доклала величезних зусиль, щоб розвинути неабиякі здібності сина, що проявилися ще в ранньому віці.
В школі, де навчався С. Л. Соболєв, викладали найкращі вчителі Петербурга. Сергію в ній було все цікаво: математика, фізика, медицина, література. Він захоплювався віршами і музикою. Але шкільна вчителька математики побачила в Сергію майбутнього талановитого математика. Вона наполегливо радила йому вступити на математичний факультет університету.
В університеті професори М. М. Гюнтер і В. І. Смірнов, помітивши допитливість і старанність молодого студента, залучили його до наукової роботи. Микола Максимович Гюнтер був науковим керівником С. Л. Соболєва. Своїм другим вчителем С. Л. Соболєв до своїх останніх днів вважав В. І. Смірнова. С. Л. Соболєв заглибився у вивчення теорії диференціальних рівнянь. Він слухав лекції відомих математиків В. І. Смірнова, Г. М. Фіхтенгольца, Б. Н. Делоне. Університетська програма вже не задовольняє його, він вивчає спеціальну літературу. Одну із статей С. Л. Соболєва надрукували в «Доповіді Академії наук». Після закінчення в 1929 році Ленінградського університету працював в Сейсмологічному інституті АН СРСР. Разом з академіком В. І. Смірновим відкрив нову область в математичній фізиці — функціонально інваріантні розв'язки, що дало новий підхід до ряду складних задач, пов'язаних з хвильовими процесами в сейсмології. Надалі метод Смірнова-Соболєва знайшов широке застосування в геофізиці і математичній фізиці.
З 1934 року С. Л. Соболєв завідував відділом диференціальних рівнянь в частинних похідних в Математичному інституті ім. В. А. Стєклова АН СРСР.
З 1945 по 1948 роки С. Л. Соболєв працював в Лабораторії № 2, згодом ЛВПАН і Інституті атомної енергії імені І. В. Курчатова, працюючи над проблемами атомної бомби і атомної енергетики.
Пропрацювавши в Новосибірську майже 26 років, у 1984 році він повертається назад в Москву, продовжуючи роботу в Математичному інституті імені В. А. Стєклова до кінця життя. Чудовий педагог і видатний вчений, що викладав в багатьох інститутах Ленінграда, Москви і Новосибірська, Соболєв виховав багато талановитих послідовників і вчених. Наукова діяльність Соболєва отримала визнання в усьому світі. Він був іноземним членом Академій наук у Франції, Німеччині, США і в інших країнах. Його праця неодноразово відмічалась державними нагородами, а в 1988 році Президіумом АН СРСР за досягнення в області математики С. Л. Соболєв був нагороджений золотою медаллю імені М. В. Ломоносова.
Помер Сергій Львович Соболєв 3 січня 1989 року і похований в Москві на Новодівочому цвинтарі.

## Пам'ять
- У 2008 році в Новосибірську відбулась міжнародна конференція, присвячена 100-річчю з дня народження С. Л. Соболєва. На конференцію було подано близько 600 заявок, взяли участь 400 математиків.

## Публікації
- Уравнения математической физики. — М.: Наука, 1966.
- Mèthode nouvelle a resoudre le probleme de Cauchy pour les equations lineares hiberboliques normales. — Матем. зб., 1936, 1 (43)